# 체디
체디(산스크리트어: चेदि)는 철기 시대에 존재가 입증된 남아시아의 고대 인도아리아인 부족이었다. 체디족의 구성원은 차이디야로 명명되었으며 체디라고도 하는 왕국으로 조직되었다.

## 위치
체디의 영토는 야무나강 근처에 있었으며, 이웃으로는 참발강 건너 서쪽의 마츠야, 북동쪽 갠지스강의 카시, 동쪽 손강 계곡의 카루샤족과 다산 강변의 다사르나족이 있다. 따라서 체디의 위치는 인근 지역과 함께 오늘날 분델칸드의 동쪽 부분에 해당한다.
체디의 수도는 수크티마티로 동명의 강 옆에 위치했다. 수도의 위치는 확실하지 않다. 역사가 헴 찬드라 라이차우두리와 F. E. 파르기테르는 수크티마티가 우타르프라데시주의 반다 근처에 있다고 믿었다. 고고학자 딜리프 쿠마르 차크라바르티는 수크티마티가 마디아프라데시주의 레와 외곽에 있는 이타하라는 이름을 가진 장소에서 대규모 초기 역사적 도시의 폐허로 식별될 수 있다고 주장했다.

## 역사
체디족은 리그베다에서 언급되었는데, 그곳에서 그들의 왕 차이디야는 찬가 끝의 다나스투티("선물 찬양")에서 찬양되었다.
기원전 6세기에서 5세기까지 체디는 철기 시대 남아시아에서 더 중요한 국가 중 하나가 되었으며, 그로 인해 불교 경전인 앙굿따라 니까야는 이곳을 십육대국 중 하나로 나열했다.

## 마하바라타
마하바라타에서 체디 왕국은 마가다의 자라산다와 쿠루 왕국의 두료다나의 연합인 시슈팔라에 의해 다스려졌다. 그는 크리슈나의 사촌이자 동시에 경쟁자였으며, 판다바 왕 유디스티라의 라자수야 야즈나 도중 피살되었다. 비마의 아내는 체디에서 왔고, 수크티마티가 체디의 수도로 언급된다.
쿠루크셰트라 전쟁중의 유명한 체디인은 다마고샤, 시슈팔라. 드리시타케투, 수케투, 사라바, 비마의 아내, 나쿨라의 아내 카레누마티, 디리스타케투의 아들이 있다. 다른 유명 체디인은 우파리차라 바수왕과 그의 아이였던 수바후왕과 사하자왕이 있었다.

## 같이 보기
- 마하메가바하나 왕조

## 추가 자료
- Raychaudhuri, Hemchandra (1953). 《Political History of Ancient India: From the Accession of Parikshit to the Extinction of Gupta Dynasty》. University of Calcutta.